# Volta à Terra
Volta à Terra (portugiesisch für ‚Rückkehr zur (Heimat-)Erde‘) ist ein Dokumentarfilm des portugiesischen Regisseurs João Pedro Plácido aus dem Jahr 2015. International trägt das Werk den Titel (Be)Longing.

## Handlung
Anhand des jungen Viehhirten Daniel zeigt der Film das Leben durch die vier Jahreszeiten hindurch im ländlichen Uz, einer kleinen Ortschaft in der nordportugiesischen Gemeinde Vilar de Cunhas.
Das von Abwanderung gezeichnete Dorf leidet an seiner schwindenden und überalterten Bevölkerung, zudem treffen das Leben der Moderne und althergebrachte Traditionen aufeinander. Der Untergang des bisherigen Lebensstils ist besiegelt.
Das einfache, von harter Arbeit geprägte Leben kontrastiert dabei mit dem Seelenleben des jungen Daniel, das einerseits mit dem Landleben harmoniert, andererseits von Sehnsüchten geprägt ist. Auf dem Dorffest trifft Daniel dann Daniela, die seine Gefühlswelt durcheinander bringt.
Dazu werden auch andere Personen und ihre unterschiedlichen Ansichten und Gefühle dargestellt, insbesondere der heimgekehrte Auswanderer António.

## Rezeption
Der Film wurde erstmals beim Doclisboa-Filmfestival am 17. Oktober 2014 gezeigt und hatte am 9. Juli 2015 seine Kino-Premiere in Portugal.
Das Werk lief auf einer Reihe internationaler Filmfestivals, wo es einige Preise gewann, darunter beim Doclisboa 2014, beim Trento Filmfestival 2015, den Goldenen Hugo beim Chicago International Film Festival 2015 und zwei Preise beim Montpellier Mediterranean Film Festival 2015.
2016 wurde der Film in Portugal vom Alambique-Filmverleih als DVD veröffentlicht, im Rahmen der Série Ípsilon, einer Veröffentlichungsreihe portugiesischer Dokumentarfilme der Kulturbeilage Ípsilon der Zeitung Público.